# Julia op ten Noort
Jkvr. Julia Adriana op ten Noort (Amsterdam, 9 november 1910 - nabij Fulda, 30 augustus 1994) was een Nederlandse nationaalsocialistische politiek activiste.

## Familie
Op ten Noort was een telg van de adellijke familie Op ten Noort. Ze was de dochter van jonkheer Godfried Carl op ten Noort en Maria Aletta Johanna Bock. Haar vader was directeur van bierbrouwerij De Gekroonde Valk. Haar ouders waren tot in 1936 lid van de NSB, broer Laurens in de oorlogsjaren. Haar broer vervulde tijdens de oorlog hoge functies bij de marechaussee en op het departement van onderwijs.

## Leven en werk
In het begin van de jaren dertig van de twintigste eeuw was Juul op ten Noort actief in de christelijke Oxfordbeweging van de Amerikaanse evangelist Frank Buchman. Toen deze beweging in 1934 te gast was bij de SS in nazi-Duitsland leerde zij (uitgenodigd door gravin Moni von Cramon) SS-Reichsführer Heinrich Himmler kennen. In 1937 was ze enkele maanden gastlid van de Duitse Nationalsozialistische Frauenschaft (NSF). Vanaf 1938 was zij betrokken bij de opbouw van de Nationaal-Socialistische Vrouwenorganisatie (NSVO) van Musserts Nationaal-Socialistische Beweging (NSB), waarvan zij begin 1937 lid was geworden. Zij was lid van de NSB als stamboeknummer 79.185.
Op ten Noort poogde al voor de Duitse inval in Nederland op 10 mei 1940 de NSVO te radicaliseren in de richting van de Groot-Germaanse gedachte, zoals die leefde in de SS-kringen rond mr. M.M. Rost van Tonningen. Zo was het bezoek dat Op ten Noort (in gezelschap van vijf andere NSVO'sters) in 1939 bracht aan de Duitse zusterorganisatie, de meisjesafdelingen van de Duitse jeugdorganisatie (BdM, Bund deutscher Mädel) en de Arbeidsdienst voor meisjes, een bron van conflicten met Mussert. Deze kon haar echter niet ontslaan, omdat Op ten Noort de rechtstreekse bescherming genoot van Himmler. Zo stelde Himmlers eerste man in Nederland, de Höhere SS- und Polizeiführer Rauter, na de Duitse inval haar een auto ter beschikking om haar NSVO-activiteiten efficiënter te kunnen voortzetten. Pas na de jaarwisseling 1940-1941 waren de omstandigheden (door het mislukken van Rosts plannen) zodanig gewijzigd dat Mussert haar als leidster kon degraderen tot administratief secretaresse. Zij nam daarop ontslag.
Na een stage bij een instelling voor de opleiding van meisjes in Bielefeld opende ze als directrice, op dezelfde datum waarop de opening plaatsvond van de Reichsschule Valkenburg voor jongens, op 1 september 1942 de  Reichsschule Heythuysen (Reichsschule für Mädel) in het Limburgse Heythuysen. Voor deze eliteschool waren honderden meisjes aangemeld, maar na een rassenkeuring bleven er slechts veertig leerlingen over. Een jaar later werd ze door Himmler voor een ‘bijzondere’ opdracht naar Duitsland geroepen. De werkelijke reden was haar zwangerschap. Op 26 februari 1944 beviel ze van een zoon (Heinrich) in een Lebensborn-Heim in het Beierse Steinhöring. Volgens geruchten was Himmler de vader, hetgeen zij later sterk ontkende. Aan haar broer schreef ze, dat het kind was verwekt door een getrouwde SS’er. Wie de werkelijke vader was, is aangetoond in haar biografie Een zoon voor de Führer (2018) van voormalig Provo-lid en politicus Roel van Duijn. Het was de Haagse 'kernleider' van de SS, mr. Age Lykle Tromp. In december 1944 gaf Himmler haar bevel Reichsbeauftragte der SS-Helferinnen te worden, maar dat weigerde zij zonder met het nazisme te breken.

## Na de oorlog
Na de oorlog werd ze, in 1948, veroordeeld door het Tribunaal in Dordrecht tot een gevangenisstraf van tweeënhalf jaar. Begin 1949 werd ze vervroegd vrijgelaten en vertrok ze naar Duitsland. In de Beierse Alpen, aan de Chiemsee,  stichtte zij een volkskunsthandel annex hotel en trouwde in 1953 met de volkskunstschilder Michael Sebastian Rothfischer; het huwelijk duurde tot 1958. Ze vluchtte in het occultisme en bekeerde zich achtereenvolgens tot Bhagwan,  Ramakrishna, Mahatma Gandhi, het hindoeïsme en boeddhisme. Ze hield zich bezig met reïncarnatie en karma. Om haar heen groeide een kring van spirituele leerlingen en medezoekers, die niets van haar verleden afwisten. Ze woonde in Fulda en ten slotte in het nabije Hofbieber. In 1994 is Julia op ten Noort overleden. Haar drankzuchtige zoon Heinrich was vijf jaar eerder dood gevonden in Frankfurt.
In 1990, gevraagd naar haar bruine verleden, verklaarde zij aan journalist Hans Olink: Es war ein voriges Leben. Over haar voorkennis van de kampen antwoordde zij tweeslachtig: Ik wist het, maar zag het niet.